# Agama finchi
Espèce
Agama finchi est une espèce de sauriens de la famille des Agamidae.

## Répartition
Cette espèce se rencontre en Éthiopie, en Kenya, en Ouganda et au Congo-Kinshasa en Ituri.

## Liste des sous-espèces
Selon The Reptile Database (22 janvier 2014) :
- Agama finchi finchi Böhme, Wagner, Malonza, Lötters & Köhler, 2005
- Agama finchi leucerythrolaema Wagner, Freund, Modrý, Schmitz & Böhme, 2011

## Étymologie
Cette espèce est nommée en l'honneur de Brian W. Finch.

## Publications originales
- Böhme, Wagner, Malonza, Lötters & Köhler, 2005 : A new species of the Agama agama group (Squamata: Agamidae) from Western Kenya, East Africa, with comments on Agama lionotus Boulenger 1896. Russian Journal Of Herpetology, vol. 12, no 2, p. 143-150.
- Wagner, Freund, Modrý, Schmitz & Böhme, 2011 : Studies on African Agama IX. New insights into Agama finchi Böhme et al., 2005 (Sauria: Agamidae) with the description of a new subspecies. Bonn zoological Bulletin, vol. 60, no 1, p. 25-34 (texte intégral).